# Biełgorodzki Państwowy Uniwersytet Technologiczny im. W. Szuchowa
Biełgorodzki Państwowy Uniwersytet Technologiczny im. W. Szuchowa (Белгородский государственный технологический университет им. В.Г. Шухова) – rosyjski uniwersytet państwowy w Biełgorodzie.
Prowadzi studia:
- I stopnia licencjackie;
- magisterskie jednolite;
- II stopnia magisterskie;
- Studia doktorskie[1]..